# Mavis Gallant
Mavis Leslie Gallant (Montréal, 11 agosto 1922 – Parigi, 18 febbraio 2014) è stata una scrittrice canadese.

## Biografia
A dieci anni divenne orfana di padre. Iniziò la sua carriera professionale come giornalista a Montréal, finché decide di dedicarsi completamente alla scrittura. I suoi racconti sono stati pubblicati sul New Yorker sin dall'inizio. Negli anni cinquanta lasciò il Canada e andò in Europa. Dopo aver visitato vari stati, si stabilì a Parigi, dove risiedette fino alla morte, sempre mantenendo la cittadinanza canadese.

## Opere
- The Other Paris (1956)
- Green Water, Green Sky (1959)
- My Heart is Broken (1964)
- A Fairly Good Time (1970)
- The Pegnitz Junction (1973)
- The End of the World and Other Stories (1974)
- From the Fifteenth District (1979)
- Home Truths (1981)
- What Is to Be Done? (1983)
- Overhead in a Balloon (1985)
- Paris Notebooks (1986)
- In Transit (1988)
- Paris Stories (2002)
- Montreal Stories (2004)